# Coelogyne harana
Coelogyne harana är en orkidéart som beskrevs av Johannes Jacobus Smith.
Coelogyne harana ingår i släktet Coelogyne och familjen orkidéer. Inga underarter finns listade i Catalogue of Life.